# Little Caesars Pizza Bowl
Le Little Caesars Pizza Bowl, anciennement Motor City Bowl (1997 à 2008), est un match annuel d'après saison régulière de football américain universitaire opposant des équipes de la NCAA Division I FBS. 
Créé en 1997, il se joue depuis la saison 2002 au Ford Field de Détroit dans l'État du Michigan. Ce stade dispose de 65 000 places et héberge également les matchs de la franchise NFL des Lions de Détroit. C'est dans ce stade qu'a eu lieu le Super Bowl XL. 
De 1997 à 2001, le match a eu lieu au Silverdome de Pontiac également dans l'État du Michigan.
Le dernier match s'est joué en 2013. Depuis, il a été remplacé par le Quick Lane Bowl organisé par les Lions de Détroit qui oppose des équipes issues des conférences Big Ten et Atlantic Coast. Les organisateurs avaient dans un premier temps étudié la possibilité de déplacer le Caesars Pizza Bowl au Comerica Park situé à proximité mais ont finalement renoncé à l'organiser.

## Histoire
Le Motor City Bowl est le premier obwl à être rejoué dans la région de Détroit depuis les Cherry Bowl de 1984 et 1985. C'est le seul match de NCAA Division I FBS à être joué dans le Midwest des États-Unis.
Une foule de 60 624 fans assiste à l'édition de 2007 entre les Boilermakers de Purdue et les Chippewas de Central Michigan.
ESPN a télévisé le match depuis sa conception.
L'affluence cumulée pour Motor City/Little Caesars Pizza Bowl (au 28 décembre 2013) s’élève à 740 924 spectateurs.

## Sponsors
Le Bowl a été sponsorisé conjointement de 1998 à 2007, par les trois grands constructeurs automobiles de Détroit : Ford, General Motors et Chrysler. Il porte dès lors le nom de Motor City Bowl en référence à l'industrie automobile de Détroit.

Logo du Motor City Bowl.

Pour le match de 2008, Chrysler est remplacé par le Conseil Régional des Charpentiers et Mécaniciens du Michigan (Michigan Regional Council of Carpenters and Millwrights)
En 2009, Little Caesars devient le sponsor du match après la mise sous protection contre faillite de General Motors et Chrysler, Ford restant néanmoins sponsor
En 2011, Ford, General Motors, Chrysler et l’United Auto Workers (UAW) réunissent 100 000 $ pour obtenir le sponsoring de présentation du bowl à Ford Field, Little Caesar Enterprises Inc. et ses franchises conservant le sponsoring du nom de l'évènement.

## Liens avec les Conférences
Le Bowl met en présence une équipe éligible de la Big Ten Conference et de la Mid-American Conference (MAC) (habituellement les gagnants des finales de conférence bien que ces équipes ne soient pas obligée d'accepter l'invitation). Avant la création du bowl, le champion de la MAC était automatiquement aligné au Las Vegas Bowl. 
Si la Big Ten ne peut fournir d'équipe éligible, c'est une équipe de la Sun Belt  qui est invitée si cette équipe au cours de la saison régulière obtient au moins 6 victoires. Dans le cas contraire, c'est une équipe éligible d'une autre conférence qui sera invitée selon les disponibilités.
Le 12 avril 2012, il est annoncé que la Big Ten Conference étend son affiliation avec le Bowl jusqu'à celui de 2013 (pour fournir sa 8e équipe éligible). La Sun Belt Conference fait de même, toujours comme remplaçant au cas où la Big Ten Conference n'aurait pas assez d'équipe éligible pour le bowl.
Avec l'aide du gouverneur du Michigan, Rick Snyder, du maire de Détroit Dave Bing, des entreprises Ford, General Motors et Little Caesars, les organisateurs espéraient obtenir la cinquième équipe éligible de la Big Ten Conference en lieu et place de la huitième, ce, avant que le contrat avec la Big Ten ne vienne à échéance en 2013.

## Palmarès
| Dates            | Vainqueurs                 | Scores  | Finalistes                    | Assistances |
| ---------------- | -------------------------- | ------- | ----------------------------- | ----------- |
| 26 décembre 1997 | Ole Miss Rebels            | 34 - 31 | Marshall Thundering Herd      | 43 340      |
| 23 décembre 1998 | Marshall Thundering Herd   | 48 - 29 | Louisville Cardinals          | 38 016      |
| 27 décembre 1999 | Marshall Thundering Herd   | 21 - 03 | BYU Cougars                   | 52 449      |
| 27 décembre 2000 | Marshall Thundering Herd   | 25 - 14 | Cincinnati Bearcats           | 52 911      |
| 29 décembre 2001 | Toledo Rockets             | 23 - 16 | Cincinnati Bearcats           | 44 164      |
| 26 décembre 2002 | Boston College Eagles      | 51 - 25 | Toledo Rockets                | 45 761      |
| 26 décembre 2003 | Bowling Green Falcons      | 28 - 24 | Northwestern Wildcats         | 51 286      |
| 27 décembre 2004 | UConn Huskies              | 39 - 10 | Toledo Rockets                | 52 552      |
| 26 décembre 2005 | Memphis Tigers             | 38 - 31 | Akron Zips                    | 45 801      |
| 26 décembre 2006 | Central Michigan Chippewas | 31 - 14 | Middle Tennessee Blue Raiders | 54 113      |
| 26 décembre 2007 | Purdue Boilermakers        | 51 - 48 | Central Michigan Chippewas    | 60 624      |
| 26 décembre 2008 | Florida Atlantic Owls      | 24 - 21 | Central Michigan Chippewas    | 41 399      |
| 26 décembre 2009 | Marshall Thundering Herd   | 21 - 17 | Ohio Bobcats                  | 30 331      |
| 26 décembre 2010 | FIU Panthers               | 34 - 32 | Toledo Rockets                | 32 431      |
| 27 décembre 2011 | Purdue Boilermakers        | 37 - 32 | Western Michigan Broncos      | 46 177      |
| 26 décembre 2012 | Central Michigan Chippewas | 24 - 21 | Western Kentucky Hilltoppers  | 23 310      |
| 26 décembre 2013 | Panthers de Pittsburgh     | 30 - 27 | Falcons de Bowling Green      | 26 259      |

## Meilleurs Joueurs (MVPs)
| Saisons | Joueurs           | Équipes          | Postes |
| ------- | ----------------- | ---------------- | ------ |
| 1997    | Stewart Patridge  | Mississippi      | QB     |
| 1998    | Chad Pennington   | Marshall         | QB     |
| 1999    | Doug Chapman      | Marshall         | RB     |
| 2000    | Byron Leftwich    | Marshall         | QB     |
| 2001    | Chester Taylor    | Toledo           | RB     |
| 2002    | Brian St. Pierre  | Boston College   | QB     |
| 2003    | Josh Harris       | Bowling Green    | QB     |
| 2003    | Jason Wright      | Northwestern     | RB     |
| 2004    | Dan Orlovsky      | Connecticut      | QB     |
| 2005    | DeAngelo Williams | Memphis          | RB     |
| 2006    | Dan LeFevour      | Central Michigan | QB     |
| 2007    | Curtis Painter    | Purdue           | QB     |
| 2008    | Rusty Smith       | Florida Atlantic | QB     |
| 2009    | Martin Ward       | Marshall         | RB     |
| 2010    | T. Y. Hilton      | FIU              | WR     |
| 2011    | Akeem Shavers     | Purdue           | RB     |
| 2012    | Ryan Radcliff     | Central Michigan | QB     |
| 2013    | James Conner      | Pittsburgh       | RB     |

## Statistiques par Équipes
| Rang | Équipes                       | Apparitions | G-(N)-P |
| ---- | ----------------------------- | ----------- | ------- |
| 1    | Marshall Thundering Herd      | 5           | 4–1     |
| 2    | Central Michigan Chippewas    | 4           | 2–2     |
| 3    | Toledo Rockets                | 4           | 1–3     |
| 4    | Purdue Boilermakers           | 2           | 2–0     |
| 5    | Bowling Green Falcons         | 2           | 1–1     |
| 6    | Cincinnati Bearcats           | 2           | 0–2     |
| 7    | Boston College Eagles         | 1           | 1–0     |
| 7    | Connecticut Huskies           | 1           | 1–0     |
| 7    | Florida Atlantic Owls         | 1           | 1–0     |
| 7    | FIU Golden Panthers           | 1           | 1–0     |
| 7    | Memphis Tigers                | 1           | 1–0     |
| 7    | Mississippi Rebels            | 1           | 1–0     |
| 7    | Pittsburgh Panthers           | 1           | 1–0     |
| 14   | Akron Zips                    | 1           | 0–1     |
| 14   | BYU Cougars                   | 1           | 0–1     |
| 14   | Louisville Cardinals          | 1           | 0–1     |
| 14   | Middle Tennessee Blue Raiders | 1           | 0–1     |
| 14   | Northwestern Wildcats         | 1           | 0–1     |
| 14   | Ohio Bobcats                  | 1           | 0–1     |
| 14   | Western Michigan Broncos      | 1           | 0–1     |
| 14   | Western Kentucky Hilltoppers  | 1           | 0–1     |

## Statistiques par Conférences
| Conférences | Gagnés | Perdus | %     |
| ----------- | ------ | ------ | ----- |
| MAC         | 7      | 10     | 041,2 |
| C-USA       | 2      | 3      | 040,0 |
| Big Ten     | 2      | 1      | 066,7 |
| Sun Belt    | 2      | 2      | 050,0 |
| Big East    | 2      | 0      | 100,0 |
| ACC         | 1      | 0      | 100,0 |
| SEC         | 1      | 0      | 100,0 |
| MWC         | 0      | 1      | 00.0  |